# Zico na Rede
Zico na Rede é um documentário brasileiro dirigido por Paulo Roscio que conta a história do futebolista brasileiro Arthur Antunes Coimbra, o Zico.
Foi considerado um dos 8 melhores filmes do Festival Iberoamericano de Huelva na Espanha